# Monte Petermann
Il Petermanns Bjerg è un monte della Groenlandia nella Terra di Re Cristiano X; è alto 2940 m ed è situato nel Parco nazionale della Groenlandia nordorientale, quindi non fa parte di nessun comune.

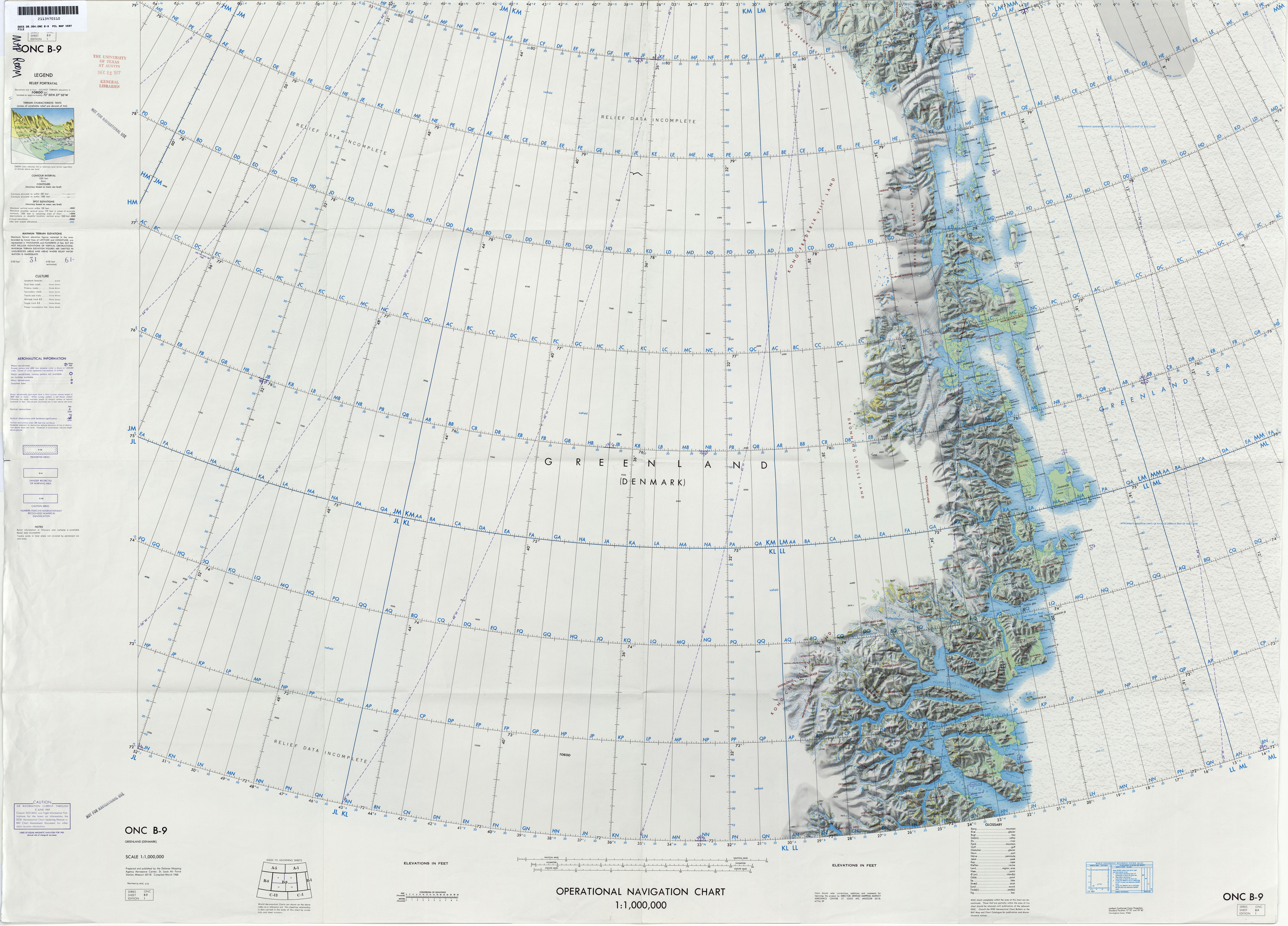
Carta della Groenlandia nord-orientale